# Santa Salete (ort)
Santa Salete är en ort i Brasilien.   Den ligger i kommunen Santa Salete och delstaten São Paulo, i den södra delen av landet, 600 km sydväst om huvudstaden Brasília. Santa Salete ligger 443 meter över havet och antalet invånare är 1 447.
Terrängen runt Santa Salete är platt. Närmaste större samhälle är Jales, 15,1 km öster om Santa Salete.
Omgivningarna runt Santa Salete är en mosaik av jordbruksmark och naturlig växtlighet. Runt Santa Salete är det ganska glesbefolkat, med 42 invånare per kvadratkilometer.